# Harold Carrington
Sir Robert Harold Carrington, britanski general, * 1882, † 1964.